# Колардони (Изернија)
Колардони је насеље у Италији у округу Изернија, региону Молизе.
Према процени из 2011. у насељу је живело 9 становника. Насеље се налази на надморској висини од 591 м.